# Zeche Schligge
Die Zeche Schligge ist ein ehemaliges Steinkohlebergwerk in Dortmund im heutigen Rombergpark. Das Bergwerk war auch unter den Namen Zeche Schliche und Zeche Schligge auf dem Brinickhauser Felde bekannt. Eine weitere Bezeichnung für die Zeche Schligge war auch Zeche Schligge Amts Hoerde. Das Bergwerk befand sich auf dem, in der Nähe von Brüninghausen befindlichen, Schliggenfelde.

## Geschichte

### Die Anfänge
Es existierte eine Vorgängerzeche Schliggensiepen, die auf das Jahr 1720 datiert wird. Ab dem Jahr 1739 ist der Betrieb als Zeche Schligge in den Unterlagen vermerkt. Das Bergwerk war auch Anfang der 1740er Jahre in Betrieb. Im Jahr 1748 wurde ein Schürfschein ausgestellt. Am 31. Oktober des Jahres wurde die Mutung für ein Grubenfeld eingelegt. Als Muter traten auf Herr Schliggemann und Johann Adolph Hollmann. Noch im selben Jahr wurde ein Stollen angelegt. Der Ansatzpunkt für den Stollen befand sich in der Nähe einer Wiese, die im Besitz der Herren von Romberg war. Am 1. März des Jahres 1753 wurde eine erneute Mutung eingelegt. Am 9. April des Jahres 1754 wurde das Feld vermessen. Nachdem mit dem Stollen das Flöz erreicht worden war, wurde am 4. Juli desselben Jahres ein Längenfeld verliehen. Belehnt wurden Adolph Hollmann und sein Sohn Johann Adolph Hollmann. Das Bergwerkseigentum wurde unter dem Namen Schligge Nr. 1 in den Unterlagen vermerkt. Ab demselben Jahr war das Bergwerk für mehrere Jahre in Betrieb.

### Die weiteren Jahre
Mittlerweile hatten der Hauptgewerke Johann Adolph Hollmann seine Schwäger an dem Bergwerkseigentum beteiligt. Seine drei Schwäger Johann Wessel Franzen, Schulte zu Lemberg und  Sauerländer waren insgesamt mit einem Drittel an dem Bergwerkseigentum beteiligt. Im Jahr 1768 war ein Schichtmeister mit dem Namen Buhl auf dem Bergwerk tätig. Da das Bergwerk mittlerweile viele Kosten verursachte, schieden die drei Schwäger von Johann Adolph Hollmann am 20. Juni desselben Jahres aus der Gewerkschaft aus. Am 4. Juli desselben Jahres wurde mit dem Freiherrn von Romberg, dessen Grundstück an das Grubenfeld angrenzte, ein Vergleich geschlossen. Im Jahr 1771 war Johann Adolph Hollmann Alleingewerke. Gemäß den Unterlagen des Bergamtes wurden die Rezeßgelder bezahlt. Am 3. Mai des Jahres 1773 meldete der Schichtmeister Wilhelm Thiermann im Auftrag des Bergwerksbesitzers das Bergwerk beim Bergamt ab. Da der Gewerke das Bergwerk nicht mehr betreiben wollte und somit auch nicht mehr die Rezeßgelder bezahlen wollte, sollte das Bergwerk nach Angaben des Schichtmeister Thiemann ins Bergfreie fallen. Thiemann bat das Bergamt darum, den Vorgang in die Unterlagen einzutragen. Noch im selben Jahr wurde das Bergwerk in Fristen gelegt. Am 7. Mai desselben Jahres gab der Geschworene Heintzmann bekannt, dass die Eintragungen in die Bergbücher durch den Assessor Haardt getätigt worden sein. Das Bergwerk war nach Ansicht von Heintzmann mittlerweile ausgekohlt und würde nun bis zur tieferen Lösung durch den Glückauf Erbstollen stillgelegt bleiben.
Im Jahr 1786 wurde im späteren Grubenfeld Franz abgebaut. Die abgebauten Kohlen wurde an die Saltzcoctur in Königsborn geliefert. Ab dem Jahr 1796 wurde das Bergwerk wieder stillgelegt. Im September des Jahres 1813 wurde der alte Stollen aus dem Jahr 1750 wieder in Betrieb genommen. Im November desselben Jahres wurde das Bergwerk wieder in Fristen gelegt. Am 2. April des Jahres 1820 wurde das Bergwerk wieder in Betrieb genommen. Im Jahr 1821 wurde mit dem Abbau an den Schächten Wilhelm und Ludwig begonnen. Im Oktober des Jahres 1824 wurde das Bergwerk erneut stillgelegt. In den Jahren 1836 und 1837 wurden auf dem Bergwerk nur Erhaltungsarbeiten durchgeführt. Es wurden auch geringere Mengen an Steinkohle gefördert. So belief sich die Förderung in 1836 auf 19½ preußische Tonnen und in 1837 auf 148¼ preußische Tonnen. Im Jahr 1838 wurde das Bergwerk erneut in Fristen gelegt. Noch vor dem Jahr 1842 wurde das Bergwerk vermessen, anschließend wurde es stillgelegt. Im Jahr 1845 wurden Schürfarbeiten durchgeführt und im Jahr darauf wurden wieder Kohlen abgebaut. Im Jahr 1848 wurden Aufschlussarbeiten durchgeführt, bei diesen Arbeiten wurden auch Steinkohlen abgebaut. Am 25. Juni des Jahres 1850 wurde die Zeche Schligge endgültig stillgelegt, anschließend wurde das Inventar verkauft. Am 22. Februar des Jahres 1854 wurden ein Längenfeld und eine Erzberechtsame verliehen. Im darauffolgenden Jahr wurde die Verleihung gelöscht.